# Tuñajén
Tuñajén är en ort i Mexiko.   Den ligger i kommunen Copainalá och delstaten Chiapas, i den sydöstra delen av landet, 700 km öster om huvudstaden Mexico City. Tuñajén ligger 1 080 meter över havet och antalet invånare är 286.
Terrängen runt Tuñajén är kuperad norrut, men söderut är den bergig. Runt Tuñajén är det ganska tätbefolkat, med 56 invånare per kvadratkilometer. Närmaste större samhälle är Copainalá, 4,1 km söder om Tuñajén. Omgivningarna runt Tuñajén är en mosaik av jordbruksmark och naturlig växtlighet.